# 库门鸢尾
库门鸢尾（学名：Iris kemaonensis）是鸢尾科鸢尾属的植物。分布在缅甸、印度、尼泊尔、不丹以及中国大陆的云南、四川、西藏等地，生长于海拔3,500米至4,200米的地区，常生于山坡或沟谷草丛中，目前尚未由人工引种栽培。